# Ігор Миланович
Ігор Миланович (18 грудня 1965) — сербський ватерполіст.
Олімпійський чемпіон 1984, 1988 років, учасник 1996 року.
Чемпіон світу з водних видів спорту 1986, 1991 років.
Чемпіон Європи з водного поло 1991 року, срібний призер 1985, 1987, 1989 років.
Срібний призер літньої Універсіади 1985 року, бронзовий призер 1987 року.
Срібний призер Середземноморських ігор 1991 року.
Переможець Кубка світу 1987, 1989 років.